# 津田短期大学附属高等学校
津田短期大学附属高等学校（つだたんきだいがくふぞくこうとうがっこう）とは、かつて鳥取県鳥取市岩倉にあった私立高等学校。

## 沿革
- 1946年9月1日 - 津田女子専門学院として設立され、英語科の設置を認可される。[1]
- 1950年8月1日 - 津田高等学校と改称、普通科を設置。
- 1955年4月 - 津田短期大学が設置され、津田短期大学附属高等学校と改称。
- 1959年2月1日 - 家政科の設置が認可される。
- 1974年1月 - 急遽同年度以降の募集を停止。
- 1976年3月 - 廃校。

## 系列校
- 津田短期大学 - 附属校卒業生は無試験で入学できた。短大学長は附属校校長を兼任していた。

## アクセス
- 日本交通岩倉バス停前（当時）、現在は日ノ丸バスが運行。